# São Miguel do Oeste
Pour les articles homonymes, voir São Miguel.
São Miguel do Oeste est une ville brésilienne située dans la mésorégion Ouest de Santa Catarina, dans l'État de Santa Catarina.

## Géographie
São Miguel do Oeste est la principale ville de l'extrême ouest de Santa Catarina. Elle se situe par une latitude de 26° 43' 30" sud et par une longitude de 53° 31' 04" ouest, à une altitude de 720 mètres.
Sa population était de 36 295 habitants au recensement de 2010. La municipalité s'étend sur 234 km2.
La ville se situe à 672 km de la capitale de l'État, Florianópolis. Elle est le centre de la microrégion de São Miguel do Oeste, dans la mésorégion Ouest de Santa Catarina. Elle est de plus le siège de la région métropolitaine de l'Extrême-Ouest.

## Enseignement supérieur
São Miguel do Oeste accueille un campus de l'université de l'Ouest de Santa Catarina

## Administration
La municipalité est constituée d'un seul district, siège du pouvoir municipal.

## Villes voisines
São Miguel do Oeste est voisine des municipalités (municípios) suivantes :
- Bandeirante
- Barra Bonita
- Descanso
- Flor do Sertão
- Guaraciaba
- Paraíso
- Romelândia